# 마이크 크레이포
마이클 딘 "마이크" 크레이포(영어: Michael Dean "Mike" Crapo, 1951년 5월 20일 ~ )는 미국 공화당 소속의 정치인이다. 아이다호주 전 연방 하원의원, 현 상원의원이다.

## 역대 선거 결과
| 선거명      | 직책명                        | 대수  | 정당   | 득표율  | 득표수    | 결과 | 당락                     |
| ----------- | ----------------------------- | ----- | ------ | ------- | --------- | ---- | ------------------------ |
| 1984년 선거 | 상원의원 (아이다호 제32부)    | 48대  | 공화당 | 100.00% | 24,538표  | 1위  | 아이다호 주의원 당선     |
| 1986년 선거 | 상원의원 (아이다호 제32부)    | 49대  | 공화당 | 100.00% | 23,422표  | 1위  | 아이다호 주의원 당선     |
| 1988년 선거 | 상원의원 (아이다호 제32부)    | 50대  | 공화당 | 100.00% | 21,485표  | 1위  | 아이다호 주의원 당선     |
| 1990년 선거 | 상원의원 (아이다호 제32부)    | 51대  | 공화당 | 100.00% | 19,376표  | 1위  | 아이다호 주의원 당선     |
| 1992년 선거 | 하원의원 (아이다호 제2선거구) | 103대 | 공화당 | 60.79%  | 139,783표 | 1위  | 아이다호주 하원의원 당선 |
| 1994년 선거 | 하원의원 (아이다호 제2선거구) | 104대 | 공화당 | 74.97%  | 143,593표 | 1위  | 아이다호주 하원의원 당선 |
| 1996년 선거 | 하원의원 (아이다호 제2선거구) | 105대 | 공화당 | 68.77%  | 157,646표 | 1위  | 아이다호주 하원의원 당선 |
| 1998년 선거 | 상원의원 (아이다호 제3부)     | 106대 | 공화당 | 69.54%  | 262,966표 | 1위  | 아이다호주 상원의원 당선 |
| 2004년 선거 | 상원의원 (아이다호 제3부)     | 109대 | 공화당 | 99.18%  | 499,796표 | 1위  | 아이다호주 상원의원 당선 |
| 2010년 선거 | 상원의원 (아이다호 제3부)     | 112대 | 공화당 | 71.18%  | 319,953표 | 1위  | 아이다호주 상원의원 당선 |
| 2016년 선거 | 상원의원 (아이다호 제3부)     | 115대 | 공화당 | 66.14%  | 449,017표 | 1위  | 아이다호주 상원의원 당선 |
| 2022년 선거 | 상원의원 (아이다호 제3부)     | 118대 | 공화당 | 60.68%  | 358,539표 | 1위  | 아이다호주 상원의원 당선 |